# Schübelbach
Schübelbach é uma comuna da Suíça, no Cantão Schwyz, com cerca de 7.513 habitantes. Estende-se por uma área de 28,78 km², de densidade populacional de 261 hab/km². Confina com as seguintes comunas: Benken (SG), Bilten (GL), Galgenen, Innerthal, Niederurnen (GL), Oberurnen (GL), Reichenburg, Tuggen, Vorderthal, Wangen.
A língua oficial nesta comuna é o Alemão.